# أورتزادزور (أرارات)
مدينة أورتزادزور (بالأرمينية:Ուրցաձոր) (بالإنجليزية: Urtsadzor) هي إحدى المدن التابعة لمقاطعة أرارات في أرمينيا. يقدر عدد سكانها بـ 3209 نسمة حسب الإحصاء الذي جرى عام 2011.